# Centaurea lactucifolia
Centaurea lacaitae — вид квіткових рослин айстрових (Asteraceae). Ендемік Східно-Егейських островів (Родос, Халки).